# Harandur, Koppa
Harandur là một làng thuộc tehsil Koppa, huyện Chikmagalur, bang Karnataka, Ấn Độ.